# Tyrozynaza
Tyrozynaza (EC Enzyme entry: EC 1.14.18.1, [w:] Enzyme nomenclature database [online], SIB Swiss Institute of Bioinformatics (ang.).) – metaloenzym z klasy oksydoreduktaz, zawierający miedź, uczestniczący w melanogenezie, w wyniku której jest produkowana melanina. Ponadto bierze udział w syntezie betalain. Występuje u wielu bakterii, grzybów, roślin, owadów, skorupiaków i ssaków. Katalizuje dwie reakcje:
1. L-tyrozyna + ½O2 → L-DOPA
2. L-DOPA + ½O2 → dopachinon + H
2O
sumarycznie (reakcja 2 może być jednak niezależną reakcją):
L-tyrozyna + O2 → dopachinon + H
2O